# Сильва, Сантьяго
Сантья́го Марти́н Си́льва Оливе́ра (исп. Santiago Martín Silva Olivera; род. 9 декабря 1980, Монтевидео) — уругвайский футболист, нападающий испанского клуба «Эль Пало». Спортивное прозвище — «Танк» (исп. El tanque).

## Биография
Примечателен тем, что за свою карьеру сменил уже 12 клубов, успев побывать в командах из Уругвая («Сентраль Эспаньол», «Ривер Плейт» из Монтевидео, «Дефенсор Спортинг», «Насьональ»), Аргентины («Ньюэллс Олд Бойз», «Химнасия и Эсгрима» из Ла-Платы, «Велес Сарсфилд», «Банфилд»), Бразилии («Коринтианс»), Германии («Энерги»), Португалии («Бейра-Мар») и Италии («Фиорентина»). При этом Сильва ни разу не играл за национальную сборную.
В 2009 году в составе «Банфилда» стал лучшим бомбардиром Апертуры, забив 14 мячей в 19 играх. «Банфилд» же впервые в своей истории выиграл турнир Апертуры, на 2 очка опередив «Ньюэллс Олд Бойз». Всего за карьеру в чемпионате Аргентины провёл 118 матчей и забил 49 мячей.
Кроме успеха с «Банфилдом» на счету Сильвы также победа в чемпионате Уругвая в 2002 году в составе «Насьоналя».
Весной 2007 года Сильвой, выступавшим тогда за «Химнасию» из Ла-Платы, интересовалось киевское «Динамо», но в итоге нападающий перешёл в «Велес Сарсфилд».
В середине декабря 2009 года, сразу после окончания Апертуры-2009, появилась информация со ссылкой на агента футболиста, что 29-летнего Сантьяго за 5 миллионов евро купил один из российских клубов, хотя на него также претендовала итальянская «Рома». В то же время по информации портала 26noticias «Рома» предложила за Сильву 8 миллионов евро, а сам форвард выбирает между «Ромой», казанским «Рубином» и мексиканскими клубами «Америка» и «Монтеррей». Через пару дней появилась информация, что агент футболиста заявил, что на Сильву претендуют «Рубин», «Ювентус» и «Фиорентина», но ни с одним клубом контракт Сильва тогда не подписал. Ситуация с переходом Сильвы является характерным примером процесса торговли агента по футболисту, ярко проявившему себя в отдельном сезоне. В итоге в январе 2010 года Сильва вернулся в «Велес Сарсфилд» из аренды в «Банфилде».
31 августа 2011 года Сантьяго Сильва подписал контракт с «Фиорентиной».
17 января 2012 года игрок подписал контракт с аргентинским клубом «Бока Хуниорс».
После матча чемпионата Аргентины между «Тигре» и «Бока Хуниорс» («Бока» уступила 1:2) болельщики хозяев подвергли оскорблениям игроков лидера первенства, собравшись вокруг клубного автобуса. В частности, Сильву обозвали «уругвайским недоразумением». Сильва с несколькими партнёрами по команде вышел из автобуса, и завязалась драка. В результате Сантьяго сломал два пальца.
30 декабря 2015 года подписал контракт с «Банфилдом» сроком до июня 2017 года.

## Достижения
- Чемпион Уругвая: 2002
- Чемпион Аргентины (2): 2009 (Апертура), 2011 (Клаусура)
- Обладатель Кубка Аргентины: 2012/13
- Обладатель Южноамериканского кубка: 2013